# Meronim
Meronimi (grč. meros = dio, onoma = ime) leksemi su u semantičkome, odnosno značenjskome odnosu. Meronimija predstavlja odnos dviju riječi od kojih je prva dio neke cjeline, a druga ta cjelina.

## Primjeri meronimije
- Kora, grana i list meronimi su holonima stablo
- Oči, usta, nos, uši, kosa meronimi su holonima lice
- Monitor, tipkovnica, tvrdi disk, matična ploča meronimi su holonima računalo
- Glava, ruke, noge meronimi su holonima tijelo
- Wikipedija, Wikicitat, Wikizvor, Wječnik meronimi su holonima Wikimedija

Meronimiji je suprotna holonimija koja označava odnos cjeline prema dijelu, a ne dijela prema cjelini.